# Hanns Verres
Hanns Verres (né le 6 février 1928 à Berlin, mort le 19 juin 2003 à Oberursel) est un journaliste et animateur de radio allemand.

## Biographie
Verres suit une formation d'acteur à la Hochschule für Musik, Theater und Medien Hannover. Mais en 1952, il décide d'une carrière à la radio. Il commence à Radio Bremen comme speaker, doubleur, auteur et assistant réalisateur. En 1954, il devient pigiste et pendant seize ans, il est auteur, réalisateur et producteur pour la Saarländischer Rundfunk, la Süddeutscher Rundfunk, RTL Radio et également la Hessischer Rundfunk. Il crée et anime des émissions musicales, de schlager. De 1957 à 1973, il en fera 777.
Dans les années 1960, Verres s'intéresse surtout aux nouveaux talents. Il fait connaître le groupe The Petards et venir en 1971 l'animateur Werner Reinke de Radio Bremen à la Hessischer Rundfunk. En 1973, Hanns Verres devient directeur du département de la radio à la Hessischer Rundfunk. Il développe la jeune radio hr3 en la faisant devenir une radio musicale pop. Dans les années 1980, il fait de même pour hr4 avec le schlager. Il anime les concerts du hr-Bigband. En 1988, il prend la direction du service publicitaire de la hr puis sa retraite en 1992.

## Source de la traduction
- (de) Cet article est partiellement ou en totalité issu de l’article de Wikipédia en allemand intitulé « Hanns Verres » (voir la liste des auteurs).